# شردر
شردر (به انگلیسی: Shredder) با نام اصلی اوروکو ساکی، شخصیتی خیالی و یکی از هماوردهای اصلی در سری کمیک‌های لاک‌پشت‌های نینجا و تمام رسانه‌های مرتبط با آن است که توسط کوین ایستمن و پیتر لارید ایجاد شده‌است. او در تمامی رسانه‌های مرتبط با داستان لاک‌پشت‌های نینجا، بزرگ‌ترین دشمن اسپلینتر و لاک‌پشت‌ها، و همچنین رهبر قبیلهٔ فوت و اژدهای بنفش به‌شمار می‌رود. او با قوانین سختی فرمانروایی می‌کند، اما همانند بسیاری از دیکتاتورها، در هر زمانی دست‌های خود را کثیف نمی‌کرد. او لژیونرها و سربازان قبیله، پیروان جهش‌یافته یا دخترش کارای را برای نبرد می‌فرستاد و اهمیت چندانی نمی‌دهد اگر آن‌ها در حین خدمت به او کشته شوند. او استاد هنر رزمی نینجوتسو است و قدرت او به راحتی با اسپلینتر برابری می‌کند، و قادر به رویارویی با هر کسی که علیه او می‌ایستاد را داشت. شریدر کلاهی به نام کورو کاباتو داشت که نماد قبیلهٔ فوت بود و او سوگند خورد که تا آخر عمرش از کلاه محافظت کند.

## داستان اولیه
اوروکو ساکی برای اولین بار در کمیک به عنوان یک برادر انتقام‌جو به تصویر کشیده شد. هاماتو یوشی و اوروکو ناگی از اعضای قبیلهٔ فوت بودند، و با یکدیگر برای بدست آوردن قلب زنی به نام تانگ شن به رقابت می‌پرداختند. اما شن فقط نسبت به یوشی دارای احساس بود و چنین شد که ناگی به او حمله کرد، و یوشی نیز مجبور شد ناگی را بکشد. هاماتو یوشی برای انجام این عمل از قبیله تبعید شد، و همراه با تانگ شن به نیویورک فرار کرد. اوروکو ساکی به دنبال انتقام مرگ برادرش، موفق شد رد یوشی را بگیرد و قبل از اینکه بتواند رهبر واحد آمریکایی قبیلهٔ فوت در آنجا بشود، او را بکشد. البته او موفق به کشتن موش خانگی یوشی، یعنی اسپلینتر نشد. اشتباهی که شردر مرتکب شد و باید تا آخر عمر پشیمانش باشد. شردر در طول داستان با شاگردان لاک‌پشت اسپلینتر به نبرد پرداخت و عاقبت توسط آن‌ها کشته شد. اما توانست زنده شود، و با استفاده از ترکیبی از علم و جادو شبیه‌سازی شد، اما باز هم همیشه شکست خورد.
در سریال ۲۰۰۳ سه شردر مختلف وجود دارد: اولین شردر یک اوترام فضایی جانی و خرابکار است که اوترام‌های دیگر در حال انتقال او به زندان دیگری هستند در این فاصله او موفق به دستکاری سفینه می‌شود و همگی به سیاره زمین سقوط می‌کنند. او با استفاده از ابزارهای رباتی اوترام‌ها خود را به شکل انسان در میاورد و نام شردر را بر روی خود می‌گذارد. شردر گروه خرابکار دسته پیاده یا foot clan را تشکیل می‌دهد و پس از گذشت قرن‌ها برای گرفتن رد اوترام‌ها محافظ ان‌ها هاماتو یوشی را می‌کشد اما موش او یعنی اسپیلینتر فرار می‌کند. در نهایت اسپیلینتر به همراه لاک‌پشت‌های نینجا او را شکست می‌دهند و سپس اوترام‌ها او را به نقطه دوری از کهکشان تبعید می‌کنند.
دومین شردر یا اروکو ساکی یکی از اعضای نینجاهای ویژه است که قرن‌ها پیش بعد از شکست تانگوی شیطانی خبیث می‌شود اما به دست نینجاهای ویژه نابود می‌شود. سال‌ها بعد عده‌ای با یافتن زره کلاهخود و دستکش او موفق به زنده کردنش می‌شوند. او شهر نیویورک را فتح می‌کند اما در نهایت توسط ترکیب روح چهار لاک پشت یعنی هاماتو یوشی شکست داده می‌شود.
سومین شردر در فصل هفتم، موجود سایبری است که تصادفاً با برخورد آن با اطلاعات اوترام شردر به وجود می‌آید اما توسط داناتلو نابود می‌شود.
در سری ۲۰۱۲ داستان کمی متفاوت است. هاماتو یوتا دشمنش اروکو کیجی را شکست می‌دهد اما دلش به حال پسر کوچکش اروکو ساکی می‌سوزد پس او را مانند پسر خود هاماتو یوشی بزرگ می‌کند. سال‌ها می‌گذرد و هر دو برادر عاشق زنی به نام تنگ شن می‌شوند اما شن با یوشی ازدواج می‌کند و فرزندش میوا به دنیا می‌آید شردر گذشته اش را می‌فهمد پس برای انتقام خون پدرش، گروه فوت را دوباره تشکیل می‌دهد به خانه یوشی حمله می‌کند اما تصادفاً تنگ شن را می‌کشد و صورتش در آتش می‌سوزد. او برای انتقام از خاندان هاماتو فرزند یوشی، میوا را با خود می‌برد و به عنوان دختر خودش کارای بزرگ می‌کند هر چند که بعداً کارای همه چیز را می‌فهمد و به طرف پدرش هاماتو یوشی _ اسپیلینتر جهش یافته _ می‌رود. شردر خود را جهش یافته کرده و اسپیلینتر را می‌کشد و در نهایت لیوناردو برای انتقام او را می‌کشد.
در سری ۲۰۱۸، ۵۰۰ سال قبل از سریال، اوروکو ساکی رهبر قبیله فوت صلح‌آمیز و پدر بنیانگذار قبیله هاماتو، کارای بود که پس از ساختن آن توسط شیطانی قدرتمند (که بعد مشخص شد او کرنگ است)، زره شیطانی و تقریباً غیرقابل توقف کوروی یوروی آن را بلعید. ساکی پس از تبدیل شدن به شردر، پا را به مسیر تاریکی هدایت کرد، بسیاری از دهکده‌ها را به بردگی گرفت و جان بسیاری از بی‌گناهان را در این فرایند گرفت. بدون هیچ گزینه دیگری، کارای مجبور شد قبیله خود را ایجاد کند، او قبیله هاماتو را ایجاد کرد، تا به سلطنت وحشت شیطان پایان دهد. شردر ژاپن را به وحشت انداخت تا اینکه توسط کارای با استفاده از انرژی عرفانی هاماتو نینپو شکست خورد (زیرا هیچ سلاح فانی نمی‌توانست به شردر آسیب برساند) تا او را به بعد به نام قلمرو گرگ و میش بفرستد و زره کوروی یوروی در سراسر جهان پراکنده شد تا از بازگشت او جلوگیری کند. عواقب جانبی شکست شردر این بود که کارای همراه با شردر به قلمرو گرگ و میش فرستاده شد. پس از آن، پیروان باقی مانده کارای وظیفه قسم خورده خود را بر عهده گرفتند که مراقب قطعات زره باشند و هرگز اجازه ندهند که فوت آنها را پس بگیرد. آخرین فردی که وظیفه مراقبت از زره را داشت هاماتو یوشی (اسپلینتر) بود.